# HMS Wrangler (R48)
HMS Wrangler (R48) là một tàu khu trục lớp W được Hải quân Hoàng gia Anh Quốc chế tạo trong Chương trình Khẩn cấp Chiến tranh của Chiến tranh Thế giới thứ hai. Sống sót qua cuộc xung đột, nó được cải biến thành một tàu frigate nhanh chống tàu ngầm Kiểu 15 vào năm 1953, xếp lại lớp với ký hiệu lườn F157, trước khi được bán cho Hải quân Nam Phi năm 1957 và tiếp tục phục vụ như là chiếc SAS Vrystaat cho đến năm 1976. Nó là chiếc tàu chiến thứ sáu của Hải quân Hoàng gia mang cái tên này.

## Lịch sử hoạt động
Wrangler đã hoạt động trong Chiến tranh Thế giới thứ hai, và sống sót qua cuộc xung đột. Nó sau đó được cải biến thành một tàu frigate nhanh chống tàu ngầm Kiểu 15 vào năm 1953, và được xếp lại lớp với ký hiệu lườn mới F157. Nó từng tham gia cuộc duyệt binh hạm đội nhân lễ Đăng quang của Nữ hoàng Elizabeth II vào năm 1953.
Đến năm 1954, Wrangler tham gia vào cuộc tìm kiếm xác chiếc máy bay phản lực de Havilland Comet của hãng BOAC bị rơi trong Chuyến bay 781 tại Địa Trung Hải gần đảo Elba.
Được bán cho Hải quân Nam Phi năm 1957, nó tiếp tục phục vụ như là chiếc SAS Vrystaat cho đến năm 1976.